# Süselberg

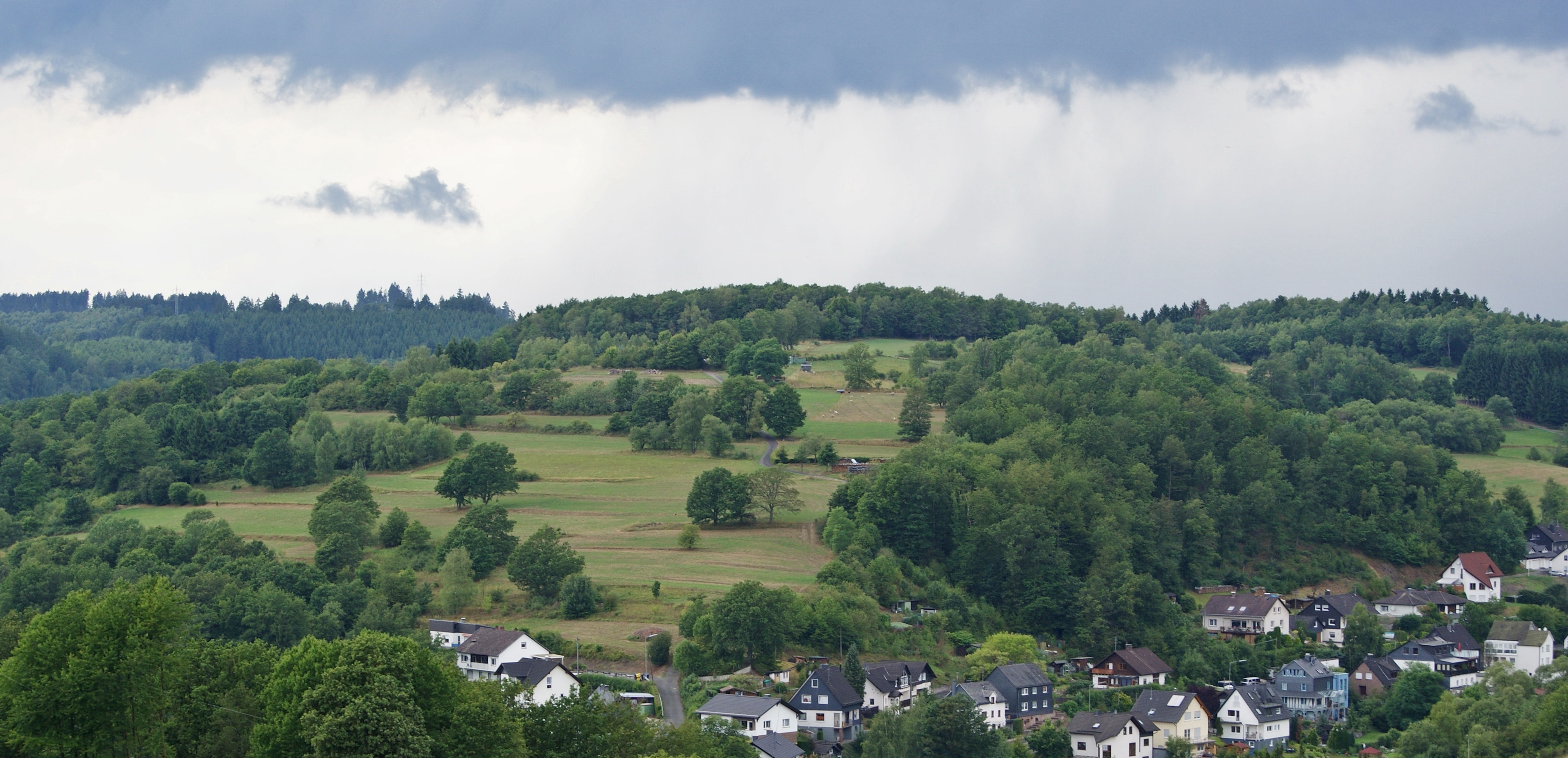
Blick westwärts auf das NSG Süselberg

Das Naturschutzgebiet Süselberg befindet sich auf dem Gebiet der Stadt Freudenberg (Stadtteil Niederndorf) in Nordrhein-Westfalen. Das Naturschutzgebiet umfasst 45,9 ha, verteilt auf zwei Flächen.

## Geographie und Geologie
Das Naturschutzgebiet ist dem Naturraum Siegerland im Rheinischen Schiefergebirge zuzuordnen. Eine Felsböschung entlang der Straße L 280 bietet eine sehr gut aufgeschlossene Gesteinsabfolge, welche Sedimentstrukturen und Fossilien erkennen lässt. Hierbei handelt es sich geologisch um einen ungestörten Übergangsbereich zweier bedeutender geologischer Einheiten (Aufschlüsse des Unterdevons, Übergangsbereich der Mittleren Siegener Schichten zu den Oberen Siegener Schichten; Alter ca. 400 Millionen Jahre).
Das Klima im Stadtgebiet von Freudenberg wird als atlantisch geprägt, wolken- und niederschlagsreich beschrieben. Die mittlere Jahrestemperatur beträgt 8 °C.

## Gebietsbeschreibung
Als primärer Biotoptyp des Schutzgebietes werden Magerwiesen und -weiden genannt. Das Naturschutzgebiet insgesamt kann als offener, teilweise mit Fichten bestandener, süd- bis südostexponierter und magerer Hangbereich beschrieben werden. Die Hänge werden ganztags besonnt. Es liegen Mager- und Fettwiesen vor, die durch Heckenzüge, Waldränder, Böschungen und Einzelbäume gegliedert sind. Durch die Strukturierung ergibt sich eine Vielfalt an teils überregional gefährdeten Biotoptypen, die mosaikartig verzahnt sind.

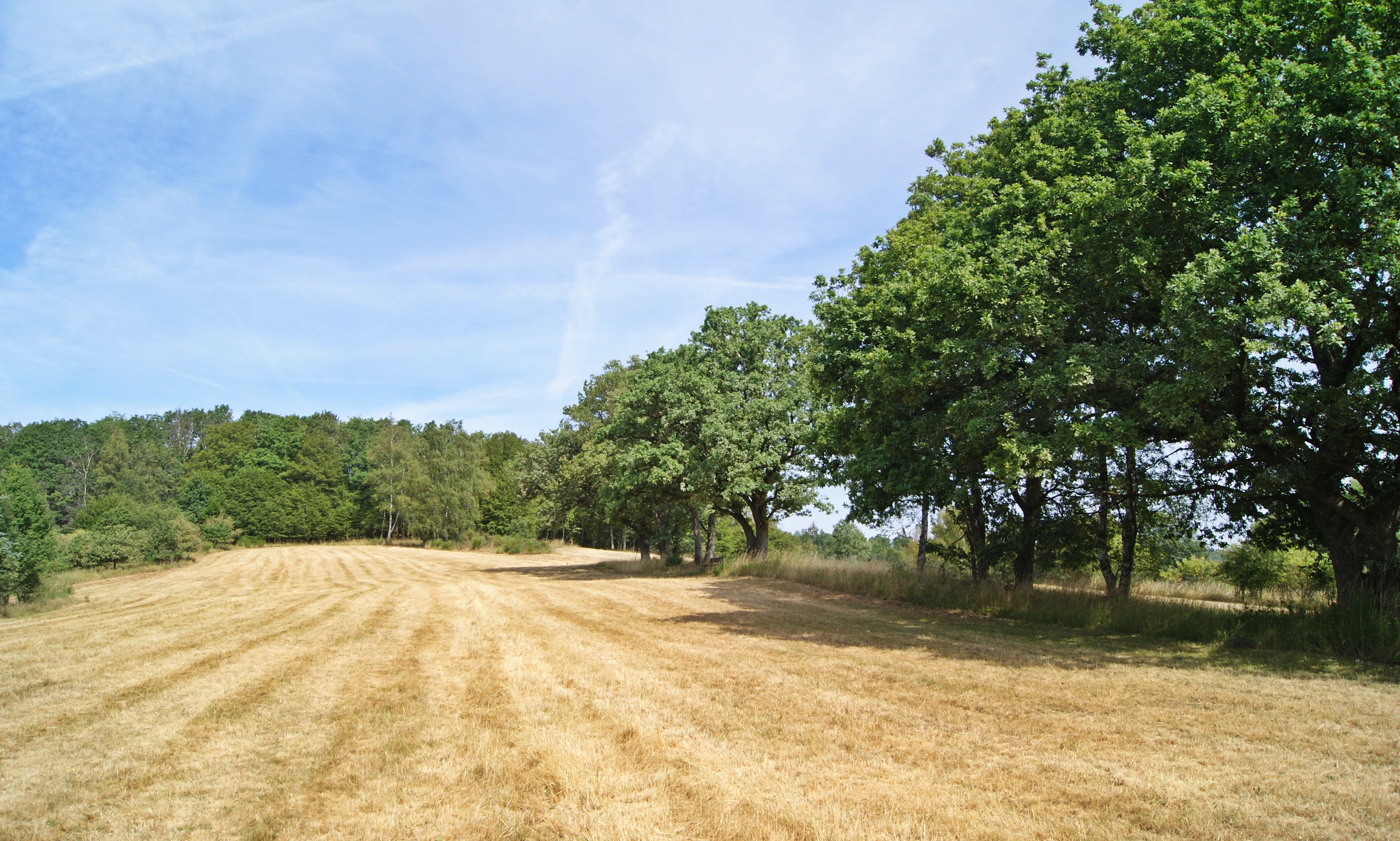
Süselberg: Landschaft im Juli, nach der Mahd

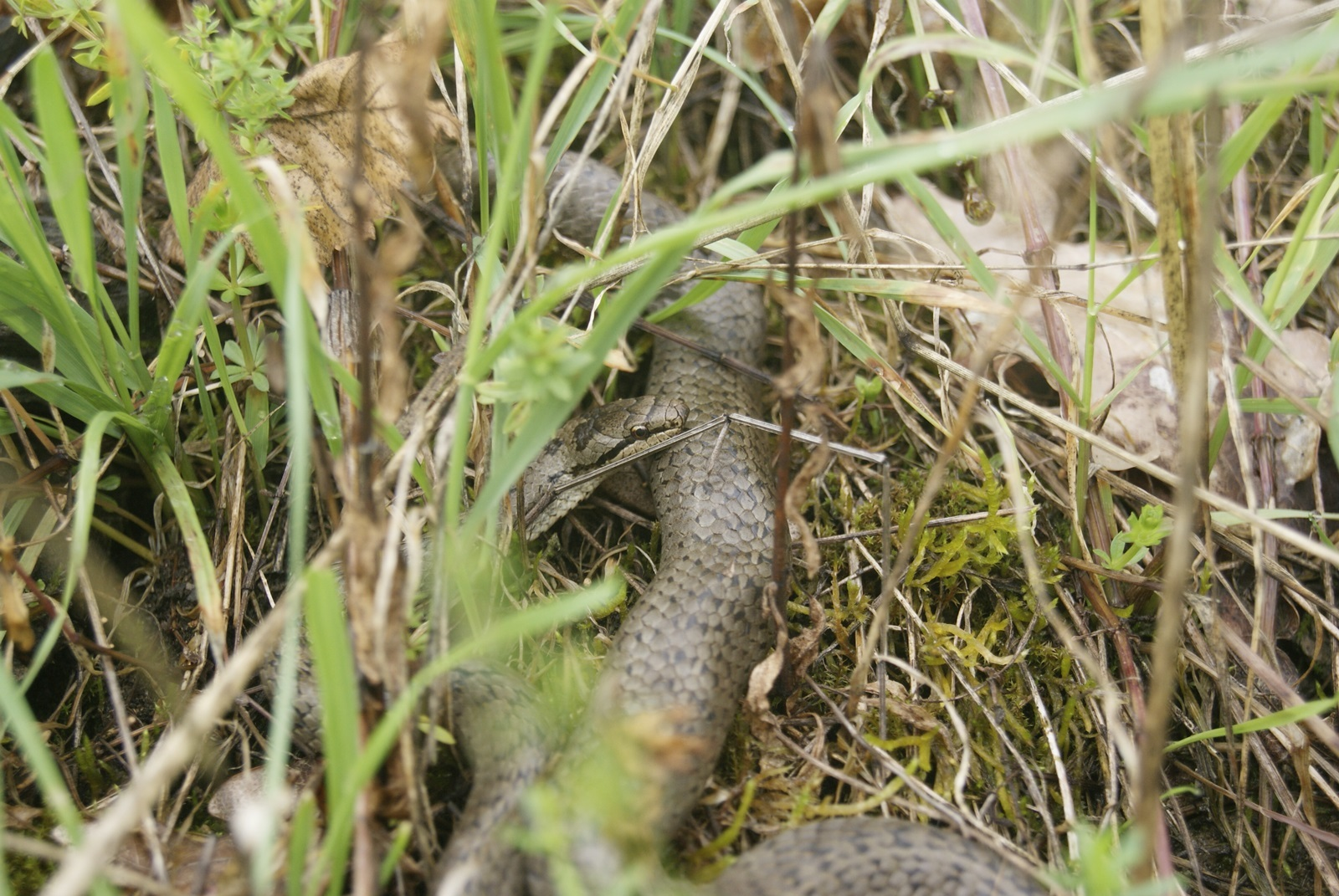
Schlingnatter im NSG Süselberg

 Weiterhin existieren einzelne Eichen-Birken-Niederwälder. Einige Flächen werden durch Wanderschäferei beweidet.

### Flora und Fauna
Als bemerkenswerte Bestandteile der Vegetation wurden im Landschaftsplan folgende Arten aufgeführt:
- Ackertrespe (Bromus arvensis)
- Alpenziest (Stachys alpina)
- Hundsveilchen (Viola canina)
- Rapunzenglockenblume (Campanula rapunculus)
- Roter Zahntrost (Odontites rubra)
- Thymian (Thymus pulegioides)

Unter den nachgewiesenen Tieren finden sich beispielsweise:
- Reptilien wie die Schlingnatter und Amphibien wie der Grasfrosch,
- Schmetterlinge wie Aurorafalter, Schwarzblauer Bläuling und Jakobskrautbär,
- sowie weitere Insekten wie diverse Hautflügler, Wanzen- und Laufkäferarten und Spinnentiere.

## Schutzzweck
Die Ausweisung des Naturschutzgebietes erfolgt zwecks Erhaltung und Wiederherstellung eines südexponierten, strukturreichen Grünlandhangbereiches. Als Besonderheiten werden hierbei magere Glatthaferwiesen (gefährdet), Heckenzügen, magere Hangkanten und Böschungen, Brachflächen, und Felsböschungen genannt. Hierin eingeschlossen sind die darin vorkommenden Lebensgemeinschaften einschließlich gefährdeter Tier- und Pflanzenarten.

## Gefährdungen
Der Erhalt der Biotope ist insbesondere durch gebietsfremde Gehölze wie Robinie und diverse Koniferen gefährdet. Die Aufgabe landwirtschaftlicher Bearbeitung, das Brachfallen von Magerwiesen und -weiden sowie partielle Pferdebeweidung stellen ebenfalls eine Gefährdung dar. Durch Pflegemaßnahmen wie extensive Landwirtschaft bzw. geregelte Mahd, geregelte Beweidung und Zurückdrängung von Gehölzaufwuchs (v. a. Schlehe, Besenginster) soll der Erhalt der Biotope gesichert werden. In ausgewiesenen Zonen sind Aufforstungsmaßnahmen allein mit standortgerechten Gehölzen gestattet.